# Monomma perrieri
Monomma perrieri es una especie de coleóptero de la familia Monommatidae. Presenta las siguientes subespecies: 
- Monomma perrieri bourgeoisi
- Monomma perrieri perrieri

## Distribución geográfica
Habita en Madagascar.